# Petra Platen
Petra Platen, född 7 november 1959 i Moers, är en tysk före detta handbollsspelare.

## Karriär

### Handbollsspelare
Platen var handbollsspelare för TuS Preußen Vluyn och TSV Bayer 04 Leverkusen.Det är oklart när hon började spela för TSV Bayer 04 Leverkusen, det kan ha varit före 1980. Med Leverkusen vann hon fyra tyska mästartitlar 1982 till 1985. Hon bytte sedan klubb till Vfl Engelskirchen. 1989 slutade hon med elithandboll. Hon spelade också 208 landskamper för Tysklands damlandslag i handboll. Hon gjorde 355 landslagsmål. Som lagkapten deltog hon i de olympiska spelen 1984 i Los Angeles, där Västtyskland slutade på fjärde plats.

### Läkare och professor i Idrottsmedicin
Platen studerade biologi och humanmedicin vid universitetet i Köln från 1978 till 1987 och fick sin läkarlicens 1987. Från 1987 till 2005 var hon forskningsassistent, assistent, akademisk rådgivare och senior rådgivare vid det tyska idrottsuniversitetet i Köln. Hon disputerade vid universitetet i Köln 1990 och habiliterade i idrottsmedicin vid det tyska idrottsuniversitetet i Köln 1997. Sedan 2005 har hon varit professor i idrottsmedicin och idrottsnutrition vid fakulteten för idrottsvetenskap vid Ruhruniversitetet i Bochum. Från 2017 till 2021 var hon dekan för fakulteten för idrottsvetenskap. Platen är medlem i styrelsen för stiftelsen Safety in Sport.

## Publikationer[4]
- med Katharina Trompeter, Daniela Fett: Prevalence of Back Pain in Sports: A Systematic Review of the Literature (2016).
- med Daniela Fett, Katharina Trompeter: Back pain in elite sports: A cross-sectional study on 1114 athletes (2017).
- med Katharina Trompeter, Daniela Fett: Back Pain in Rowers: A Cross-sectional Study on Prevalence, Pain Characteristics and Risk Factors (2019).
- med Bettina Schaar: Inline-Skating. Rowohlt, Reinbek bei Hamburg 2000.
- med Marion Lebenstedt, Gaby Bußmann: Ess-Störungen im Leistungssport: Ein Leitfaden für Athlet/innen, Trainer/innen, Eltern und Betreuer/innen. Sport und Buch Strauß, Köln 2004, ISBN 3-89001-135-7.